# هنريكوس الكاتب
هنريكوس الكاتب (باللاتينية: Henricus Grammateus) (المعروف أيضًا باسم Henricus Scriptor أو Heinrich Schreyber «هاينريش شرايبر» أو Heinrich Schreiber؛ ولد عام 1495 وتوفي عام 1525 أو 1526) كان عالم رياضيات ألماني. ولد في إرفورت، التحق بجامعة فيينا عام 1507، ثم من عام 1514 إلى 1517 درس في كراكوف ثم عاد إلى فيينا حيث قام بالتدريس في جامعة فيينا وكان كريستوف رودولف من تلامذته. ولكن عندما أصاب الطاعون فيينا، أغلقت الجامعة عام 1521 فغادرها شرايبر إلى نورنبرغ، حيث نشر العديد من الأعمال عن تطبيقات للجبر وعلم الفلك. يعتبر أول ألماني استخدم علامات + و - في الجبر بشكل حر للتعبير عن عمليات الجمع والطرح.
في عام 1518 نشر تفاصيل عن مزاج موسيقي [الإنجليزية] جديد على القيثارة لايزال يحمل اسمه وسبق المزاج الموسيقي المتساوي [الإنجليزية].
في عام 1525 عاد إلى فيينا، حيث عمل كـ «ممتحن» لدرجة البكالوريوس ونائب قانوني "procurator" للشعب الساكسوني، وتوفي بعدها بفترة قصيرة في فيينا عن عمر 33 عامًا.

## مؤلفاته
- Algorithmus proportionum una cum monochordi generalis dyatonici compositione, pub. Volfgangvm De Argentina, Cracow, 1514
- Libellus de compositione regularum pro vasorum mensuratione. Deque arte ista tota theoreticae et practicae, Vienna, 1518
- Ayn new Kunstlich Buech (مهارة جديدة), فيينا 1518, نورمبرج 1521 - احتوى (بجانب كتاب يوهانس فيدمان) على أقدم استخدام معروف لـ علامتي الزائد والناقص للجمع والطرح وأقدم كتاب ألماني في المحاسبة